# تپه‌زار المپیا
۰° شمالی ۲۶۰° شرقی / ۰°شمالی ۲۶۰°شرقیBlue, Jennifer. "تپه‌زار المپیا". Gazetteer of Planetary Nomenclature. USGS Astrogeology Research Program.

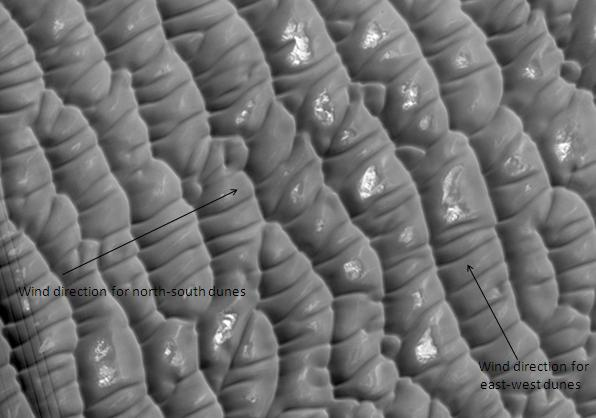
تپه‌زار المپیا. نگاره از دوربین های‌رایز (HiRISE) در مدارگرد شناسایی مریخ (MRO).

تپه‌زار المپیا (Olympia Undae) یک دشت بزرگ با تپه‌های ماسه‌ای در سیاره بهرام (مریخ) است.
تپه‌زار المپیا در مجاورت منطقه قطب شمال بهرام یعنی فلاته شمالی واقع شده و از مدار ۱۰۰ درجه شرقی تا ۲۴۰ درجه شرقی را می‌پوشاند.
در سال ۲۰۰۶ مدارگرد سریع‌السیر بهرام در این تپه‌زار کانسارهایی غنی از گچ یافت که این امر نشانگر آنست که تپه‌زار المپیا در زمانی از تاریخ خود دارای رطوبت بوده‌است.